# Obrium beckeri
Obrium beckeri là một loài bọ cánh cứng trong họ Cerambycidae.